# ルチアン・マリネスク
ルチアン・マリネスク（Lucian Cristian Marinescu、1972年6月24日 - ）は、ルーマニアの元サッカー選手。元ルーマニア代表。ポジションはミッドフィールダー。

## 来歴
1997年11月にルーマニア代表デビュー。1998 FIFAワールドカップでは全4試合に出場、ベスト16となった。ルーマニア代表で通算8試合に出場した。

## 代表歴

### 出場大会
- ルーマニア代表
  - 1998 FIFAワールドカップ

### 試合数
- 国際Aマッチ 8試合 0得点（1997年-1998年）[1]

| ルーマニア代表 | 国際Aマッチ | 国際Aマッチ |
| 年             | 出場        | 得点        |
| -------------- | ----------- | ----------- |
| 1997           | 1           | 0           |
| 1998           | 7           | 0           |
| 通算           | 8           | 0           |